# 千葉胤宗
千葉 胤宗（ちば たねむね）は、鎌倉時代中期から後期にかけての武将。鎌倉幕府御家人。千葉氏第10代当主。第8代当主千葉頼胤の次男。

## 概要
父頼胤の没後、父に代わって兄宗胤が異国警固番役として肥前国に赴き下総国を離れたため、胤宗が留守を預かることになり千葉氏の第10代当主となる。なお六浦荘地頭の金沢北条氏は下総国守護の千葉氏と縁を重ねており、北条顕時は娘を胤宗に嫁がせることによって関係を深めている。このため北条氏との関係は深く、胤宗の名も得宗家当主・鎌倉幕府第8代執権・北条時宗より偏諱を受けて名乗ったものとみられる。
胤宗没後子の貞胤は、南北朝の戦いに際し北朝方についた兄宗胤の嫡男胤貞と千葉氏の家督を巡り争うが、敗れて北朝方に降伏した。しかし降伏した貞胤は北朝方に寝返って千葉氏の家督を守りきり、これにより胤宗の子孫が千葉氏宗家として存続した。

## 伝承
『千学集抜粋』・『妙見実録千集記』には以下の伝承が伝えられている。
胤宗が大番役として京都に居た時、内裏の宝蔵に藤原保昌が酒呑童子から奪った「宝生の懐太刀」と呼ばれる宝剣があると聞き、蔵の鑰を管理していた女房と契って宝剣を持ち出してそのまま帰国して千葉妙見宮に奉納した。ところが、その後に件の女房が宝剣を無くした罪で処刑されたことを聞いた胤宗はこれを悔やみ、7体の阿弥陀仏を作らせて彼女の菩提を祈ったと伝えられている。
この伝承は、兄・宗胤の系統に比べて嫡流としての正当性に欠いた胤宗の子孫の千葉氏宗家が、武者としての名高い保昌および千葉妙見宮にまつわる伝承を胤宗に付与することで、権威づけを図ったとみられている。